# Пам'ятки Кам'янки-Дніпровської
Пам'ятки Кам'янки-Дніпровської, що охороняються державою

Офіційний список пам'яток історії, археології, архітектури та монументального мистецтва, що охороняються законом

## Пам'ятки монументального мистецтва
| Назва                        | Рік встановлення | Охоронний номер | Район | Адреса                                        | Координати                                                              | Коментар | Фото |
| ---------------------------- | ---------------- | --------------- | ----- | --------------------------------------------- | ----------------------------------------------------------------------- | --- | ---- |
| Пам'ятний знак помідору      |                  |                 |       | вул. Гоголя, 2                                | 47°29′21″ пн. ш. 34°24′37″ сх. д. / 47.489151° пн. ш. 34.410285° сх. д. | Пам'ятка монументального мистецтва у вигляді помідору на циліндричному бетонному постаменті, обкладеному необробленим каменем, з лабрадоритовою пам'ятною табличкою. Текст напису: "Слава помидору!" |      |
| Скульптура футбольного м'яча |                  |                 |       | парк Перемоги, біля входу на стадіон "Космос" | 47°29′22″ пн. ш. 34°24′20″ сх. д. / 47.48942° пн. ш. 34.405435° сх. д.  | |      |
| Ленін                        |                  |                 |       | вул. Центральна, 2                            | 47°29′22″ пн. ш. 34°24′30″ сх. д. / 47.489478° пн. ш. 34.408332° сх. д. | |      |

## Пам'ятки історії
| Назва                                    | Рік встановлення | Охоронний номер | Район | Адреса        | Координати                                                              | Коментар | Фото |
| ---------------------------------------- | ---------------- | --------------- | ----- | ------------- | ----------------------------------------------------------------------- | --- | ---- |
| Пам'ятний знак воїнам-інтернаціоналістам |                  |                 |       | парк Перемоги | 47°29′27″ пн. ш. 34°24′18″ сх. д. / 47.490823° пн. ш. 34.405049° сх. д. | Гранітна стела з вирізаним хрестом та лабрадоритовою пам'ятною дошкою. На дошці зображено зірку, вигравіювано карту ДРА, та присвячувальний напис: "1979-1989 Воинам-интернационалистам посвящается" |      |